# يوجينيا دي روس لانكوليسكو
يوجينيا دي روس لانكوليسكو (بالرومانية: Eugenia de Reuss Ianculescu)، ولدت في 11 مارس عام 1866 وتوفيت في في 29 ديسمبر عام 1938، مدرّسة رومانية وكاتبة وناشطة في مجال حقوق المرأة. كانت واحدة من مؤسسي رابطة النساء، وهي أول منظمة نسوية في رومانيا، ومؤسسة رابطة حقوق المرأة وواجباتها في رومانيا. ناضلت لإبعاد الظلم عن المرأة ووضع حد لمعاناتها، فكتبت روايات وألقت محاضرات وحصدت دعم السياسيين وقدمت التماسات تشريعية لتحقق بالنهاية وفي نفس عام وفاتها حق المرأة الرومانية في المشاركة بالانتخابات العامة.

## السيرة الذاتية
وُلدت يوجينيا دي روس ميرزا في 11 مارس 1866 في قرية إيجيتي، في منطقة بوكوفينا بالإمبراطورية النمساوية، والتي باتت تعرف في العام التالي باسم إمبراطورية النمسا – المجر . كانت ابنة الأرستقراطيين ماريا دينوتو غوستي وألكساندرو دي روس ميرزا. بعد تلقيها تعليمها الابتدائي في عاصمة منطقة مولدوفيا في العصر الروماني القديم «ياش»، أصبحت معلمةً وسافرت مرارًا إلى فرنسا وإيطاليا مع الرابطة الهيلينية واللاتينية ورابطةً لعلم الآثار كانت عضوًا فيها. تزوجت بعد إتمام دراستها ببعض الوقت من لانكوليسكو، ولكن لا توجد معلومات متوفرة عن زوجها عدا أنه كان ضابطًا في فوج المشاة رقم 29 في منطقة دوروهوي. 
عام 1889، وأثناء عملها مدرسة في ياش، حاولت يوجينا إنشاء رابطة لدعم حق المرأة بالاقتراع، لكنها لم تكن قادرة على الحصول على أي دعم أو اهتمام. قامت بمحاولة ثانية لتأسيس مجتمع نسوي عام 1891 بتشجيع من ماريا لوفي لكنها فشلت من جديد. أقرت الجمعية العامة أخيرًا أول منظمة نسائية في رومانيا في 30 أكتوبر من العام 1894، وذلك بمجرد أن نجحت روس إيانكوليسكو بتعيين كورنيليا إميليان رئيسة لتلك المنظمة. كانت إميليان كاتبة وناشطة نسائية  وزوجة أستاذ بارز. أسست الامرأتان رابطة النساء في ياش وبدأتا بنشر مجلة تدعى نشرة رابطة النساء، والتي تضمنت مقالات عن الحركة النسائية الدولية وحقوق المرأة. استمر نشاط المنظمة خمس سنوات انتهت مع نهاية القرن، لتغادر بعدها روس إيانكوليسكو ياش وتنتقل إلى بوخارست.
تحولت يوجينا إلى الكتابة فنشرت سلسلة من الروايات على مدار السنوات القليلة اللاحقة، ومنها «قوة الإرادة» عام 1902،    «نحو التحرير» عام 1903، «نحو المثالية»  عام 1904 إضافة لـ«مصير المرأة» عام 1906. رُشحت لجائزة من الأكاديمية الرومانية فأهدتها لابنتها التي ماتت طفلة. مع ذياع صيتها وخاصة بعد نشر كتابها «نحو التحرر»، بدأت ريوس إيانكوليسكو بإلقاء سلسلة من المحاضرات حول حقوق المرأة بالمعهد الأدبي الروماني في بوخارست. تضمنت محاضراتها موضوعات متعددة مركّزة على مصير ومستقبل النساء عام 1906 ودور النساء في السياسة عام 1913.
قادها نجاح محاضراتها إلى إنشاء «رابطة تحرير المرأة الرومانية» عام 1910 والتي أعيدت تسميتها لتصبح «نادي حقوق المرأة وواجباتها» عام 1913 . كانت المنظمة أول جمعية نسائية تهدف لإعطاء النساء الحق بالانتخاب، وعلى الرغم من تأسيسها في بوخارست، فقد كان لها فروعًا في جميع أنحاء مولدوفا وياش.عمل الدكتور نيكولاي مينوفيتشي وراوس إيانكوليسكو كرئيسين متشاركين للمنظمة، وعُيّن كونستانتين جي ديسيسكو، وزير التعليم العام، رئيسًا فخريًا لها. كان دمج الرجال المؤثرين وأصحاب النفوذ في قيادة المؤسسة تكتيكًا استخدمته يوجينا لاكتساب دعم السياسيين، فهو يُظهر إيمانها بأن الرجال والنساء لديهم مهارات تكاملية يمكن تظافرها لتحقيق النجاح. بحلول عام 1912، كانت تعمل بتحرير مجلة شهرية لمنظمة تدعى حقوق النساء، كما قدمت عام 1913 طلبًا للبرلمان الروماني لتحقيق حقوق المرأة المدنية والسياسية.
ضمّت يوجينا نادي حقوق المرأة وواجباتها في نفس العام إلى التحالف الدولي لحق المرأة في التصويت. وفي العام 1914، دعمت هي ومجموعة صغيرة من الناشطين، منهم ماريا غافرييلسكو وإيلينا ميسنر وأديلا زينوبول، عريضةً لإدخال حق المرأة في التصويت إلى الدستور الروماني الذي كان قيد المناقشة. على الرغم من أنها حاولت العمل مع الدائرة النسوية الاشتراكية لدعم القضية إلا أن التعاون لم يتمّ، لأن الدائرة النسوية الاشتراكية كانت تعتبر أن منظمتها تستبعد النساء من الطبقة العاملة وتضع تركيزها على النساء المتعلمات. ألقت ريوس إيناكوليسكو عدة محاضرات خلال الحرب كما حضرت اجتماعات ومؤتمرات وحاولت تقديم الدعم لقضية المشاركة السياسية للمرأة. رفضت دعوة من أليتا جايكوبز لحضور المؤتمر الدولي للمرأة عام 1915، معللة قرارها بأن المؤتمر كان يجبر النساء على تفضيل السلام على القومية، وتعهدت بالولاء الكامل لبلدها رومانيا.
مع انتهاء الحرب العالمية الأولى عام 1918، وعندما توحّدت ترانسيلفانيا ورومانيا، أصبحت يوجينيا نائبةً لرئيس اتحاد النساء الرومانيات من رومانيا الكبرى الذي كانت ترأسه ماريا بايليسكو. عام 1921، انضوى «نادي حقوق المرأة وواجباتها» تحت مظلة المجلس القومي للمرأة الرومانية، فشغلت روس إيانكوليسكو منصب نائب رئيس المنظمة الجديدة التي أصبحت هي أيضًا تابعة للمجلس الدولي للمرأة. عُيّنت بعد عامين «رئيسةً مدى الحياة» لنادي حقوق المرأة وواجباتها . عملت يوجينيا عضوًا في مجلس إدارة التحالف الدولي لحق المرأة في التصويت بين عامي 1926 و1935. عندما أُقرّ دستور رومانيا عام 1923، لم يمنح المرأة الحق في التصويت، لكنه بدلاً من ذلك كان يعاملها على أنها غير مؤهلة قانونيًا لذلك. واصلت روس لانكوليسكو الضغط عن طريق عدة منظمات لضمان حق المرأة بالاقتراع محققةً نجاحًا جزئيًا عندما سُمح للنساء بالمشاركة في الانتخابات المحلية عام 1929. فازت النساء بحق المشاركة في الانتخابات العامة سنة 1938 لكنها فقدته في العام التالي.
توفيت يوجينيا روس لانكوليسكو في 29 ديسمبر 1938 في منزلها في منطقة ييغشتي التي كانت في ذلك الوقت جزءًا من رومانيا الكبرى.

## مختارات من أعمالها
- قوة الإرادة، 1902
- نحو التحرير، 1903
- نحو المثالية، 1904
- مصير المرأة، 1906
- المرأة الرومانية في السياسة، 1913